# ヴィルヘルム・マルク
モーリツ・エドゥアルト・ヴィルヘルム・マルク（Moriz Eduard Wilhelm Marc, *1839年10月9日 ランツフート; †1907年5月26日 ミュンヘン）はドイツの画家。ドイツ表現主義美術の指導的画家フランツ・マルクの父親である。

## 生い立ち

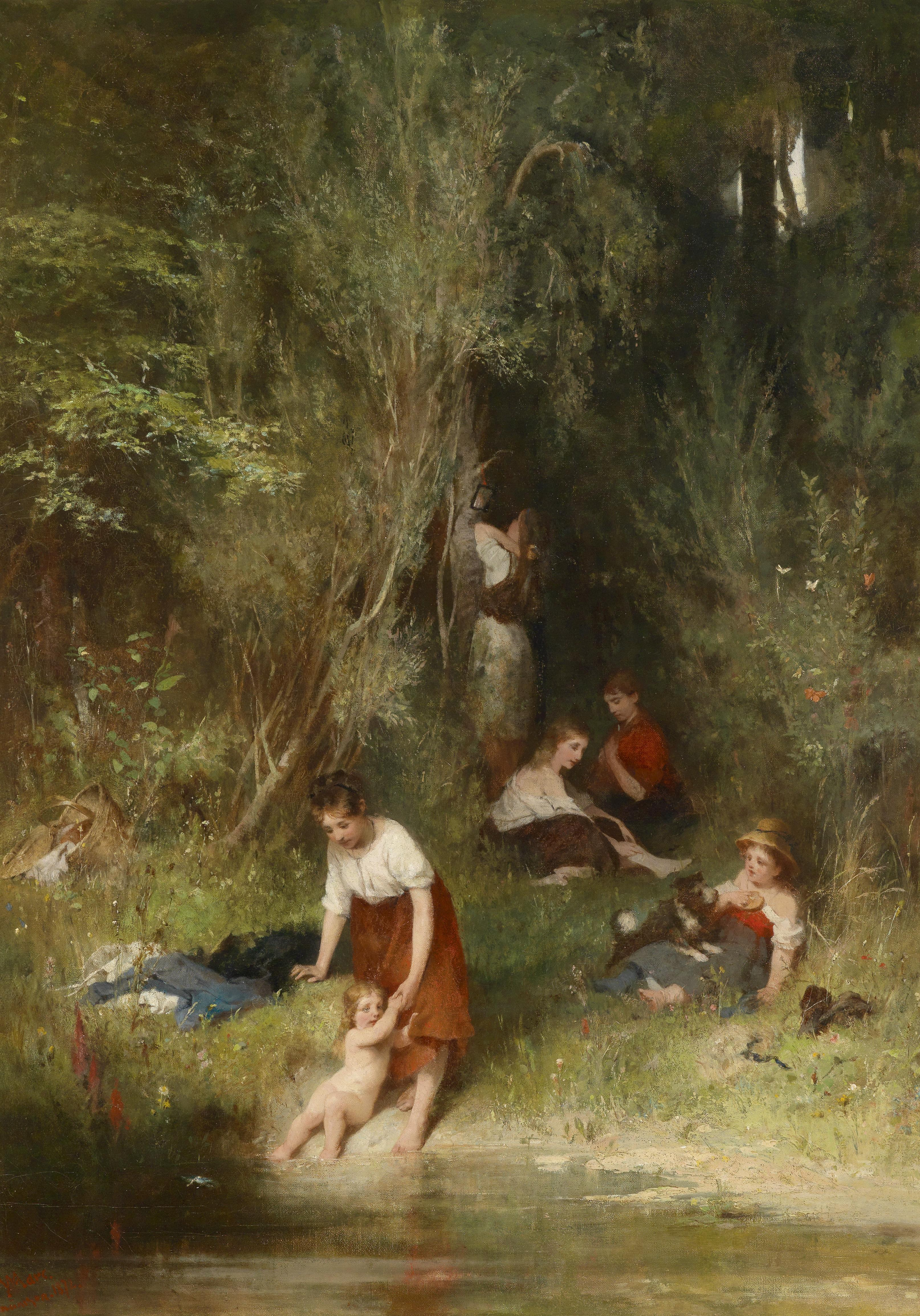
ヴィルヘルムの世俗画『池のほとりの子供たち (Kinder am Teich) 』1872年

オーバーバイエルンの公務員の家庭に生まれる。父親は法律家のモーリツ・アウグスト・マルク（1799年–1852年）で母親はパウリーネ（1806年–1843年）であったが、早くも少年時代に両親と死別している。後見人で母方の伯父だったマクシミリアン・フォン・ペルクホーフェンの希望を容れて、1858年にひとまず法学を修める。卒業後に1863年よりミュンヘン王立美術院にて絵画を学んだ。
ヴィルヘルム・マルクは風景画や世俗画の専門家であった。恩師のエーリヒ・コレンスと1870年にイタリア旅行に出掛けており、1868年と1877年にもイタリアを漫遊している。1870年から1877年まで、悩みなき旅と芸術活動の歳月が続いた。たとえばドイツ各地に滞在し、エルザス＝ロートリンゲンやオーストリア＝ハンガリー帝国を探訪し、露都サンクトペテルブルクは何度も訪れた。1880年代末に多発性硬化症を患い就労不能となり、以後1894年まで、年間750マルクの年金を給付された。1895年にローマ・カトリックからプロテスタントに改宗しているが、マルク家は以前に1800年にユダヤ教からキリスト教に改宗した家系であった。

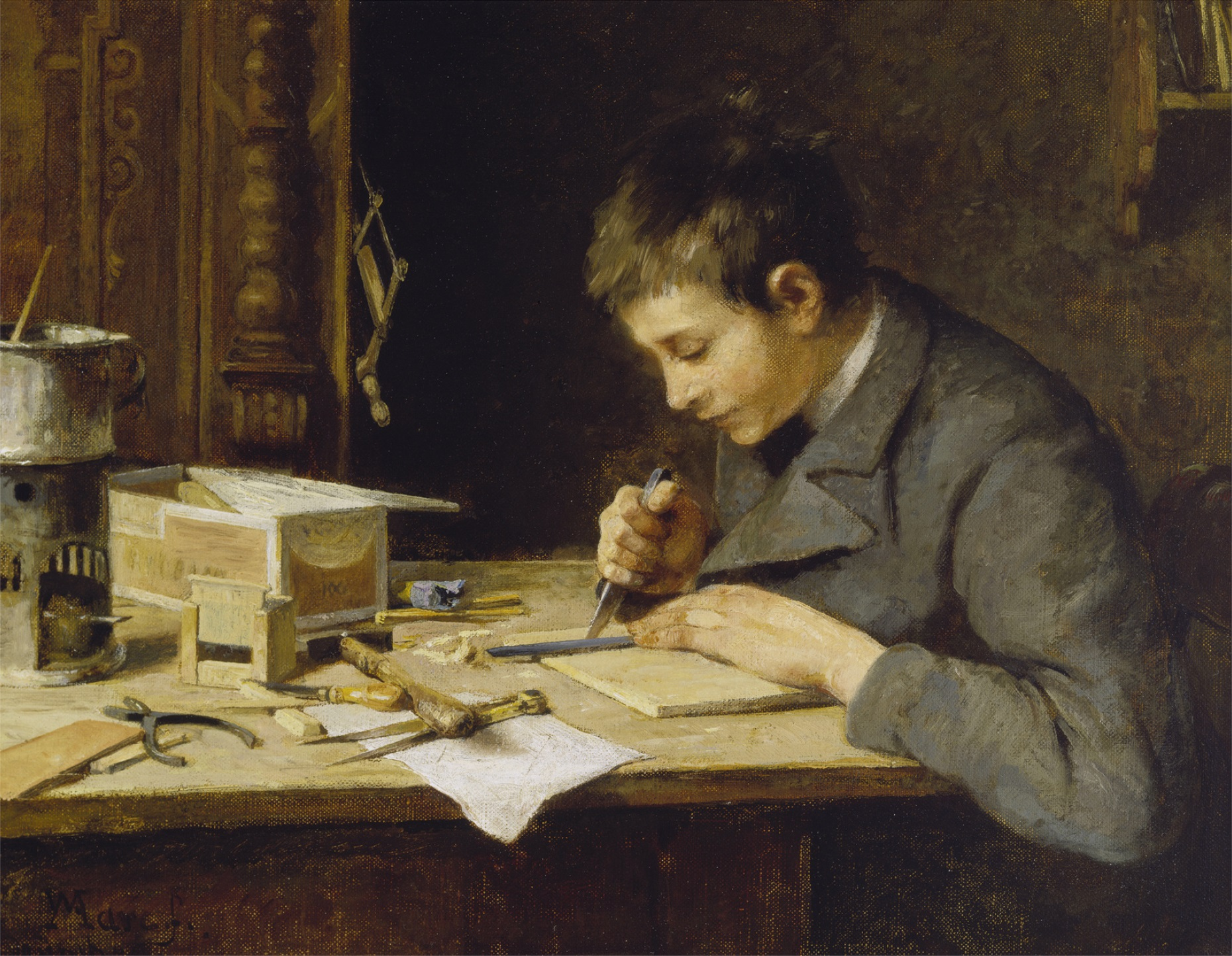
ヴィルヘルムによる肖像画『版木を彫るフランツ・マルク (Franz Marc beim Holzschneiden) 』1895年頃 フランツ・マルク美術館所蔵

エルザス出身のカルヴァン派の女性ゾフィー・マウリツェ（ソフィ・モーリース Sophie Maurice、Mauriceは旧姓）と結婚し、長男パウルと次男フランツを儲けた。長男は学者および外交官になり、次男は有名な画家になった。

## 画風
ヴィルヘルム・マルクの作品はミュンヘン派に分類される。ルートヴィヒ2世によって委託され、リンダーホーフ城（フーベルトゥス館の装飾。現在は崩壊）やヘレンキームゼー城（ヴェルサイユ宮殿におけるシャルル・ルブランの天井画に基づく、戦闘の間の天井画）のために絵画を制作した。
ヴィルヘルム・マルクはミュンヘン芸術家協同組合の一員であり、定期的に万国博覧会に出品した。たとえば、1876年にはアメリカ合衆国のフィラデルフィア万博に、1888年にはオーストラリアのメルボルン万博に出品している。国内外のおよそ60の展覧会にも参加している。

## 註
1. ↑  Brigitte Roßbeck: Wilhelm und Franz Marc. „Papa soll nicht erschrecken: wenn er jung wäre, würde es ihm wie mir gehen …“. In: Schlossmuseum des Marktes Murnau (Hrsg.): Väter & Söhne. Konfrontation und Gleichklang. Marc, Kanoldt, Jawlensky, Geiger. Ausstellungskatalog. München 2016, S. 12–45, hier S. 13–14.
2. ↑  Matrikelbuch der Akademie der Bildenden Künste, München. “Wilhelm Marc, 1862”. 2019年7月21日閲覧.
3. ↑  Bringfriede Baumann: Der Münchner Maler Wilhelm Marc 1839–1907. Monographie mit Werkverzeichnis. München 1986, S. 22–37.
4. ↑  Zitiert nach: Künstlerlexikon des Werdenfelser Landes.
5. ↑  Michael Baumgartner, Cathrin Klingsöhr-Leroy, Katja Schneider (Hrsg.): Franz Marc. Paul Klee. Dialog in Bildern. Franz Marc Museum 27. Juni bis 3. Oktober 2010; Stiftung Moritzburg 24. Oktober bis 9. Januar 2011; Zentrum Paul Klee 28. Januar bis 1. Mai 2011. Nimbus, Kunst und Bücher, Wädenswil 2010, ISBN 978-3-9813534-1-9, S. 198.
6. ↑  Elisabeth Schröder: Franz Marc (1880–1916) und sein Malervater Wilhelm Marc (1839–1907), In: Expressionismus, Väter und Söhne, Heft 11, Neofelis Verlag, Berlin 2020, S. 66–80, hier S. 66.
7. ↑  Brigitte Roßbeck: Wilhelm und Franz Marc. „Papa soll nicht erschrecken: wenn er jung wäre, würde es ihm wie mir gehen …“. In: Schlossmuseum des Marktes Murnau (Hrsg.): Väter & Söhne. Konfrontation und Gleichklang. Marc, Kanoldt, Jawlensky, Geiger. Ausstellungskatalog. München 2016, S. 12–45, hier S. 18.